# Sonnet (singolo)
| Recensione | Giudizio |
| ---------- | -------- |
| AllMusic   |          |

Sonnet è un singolo del gruppo musicale britannico The Verve, pubblicato il 2 marzo 1998 come quarto estratto dal terzo album in studio Urban Hymns.

## Descrizione
Sonnet è un brano molto malinconico,Richard Ashcroft spiegò che il brano ispirò A Song for the Lovers, il suo primo singolo solista.

## Tracce
1. Sonnet – 4:25 (Richard Ashcroft)
2. Stamped – 5:32 (The Verve)
3. So Sister – 4:12 (Richard Ashcroft)
4. Echo Bass – 6:38 (The Verve)

## Formazione
Gruppo
- Richard Ashcroft – voce, chitarra
- Nick McCabe – chitarra
- Simon Tong – tastiera
- Simon Jones – basso
- Peter Salisbury – batteria

Altri musicisti
- Will Malone – conduzione, arrangiamenti strumenti ad arco

Produzione
- The Verve – produzione
- Youth – produzione
- Chris Potter – produzione, missaggio

## Classifiche
| Classifica (1998) | Posizione massima |
| ----------------- | ----------------- |
| Australia         | 83                |
| Nuova Zelanda     | 43                |
| Regno Unito       | 74                |